# Mark Lanegan
Mark William Lanegan  (Ellensburg, 25 de novembro de 1964 – Killarney, 22 de fevereiro de 2022) foi um cantor e compositor americano. Reconhecido pelo seu vocal único (rouco e soturno), o músico começou uma carreira de sucesso ao lado da banda Screaming Trees, que fez parte da cena grunge de Seattle. Dessa mesma época, chegou a participar do mega projeto grunge Mad Season (que continham membros do Alice in Chains, Pearl Jam e The Walkabouts). Além de dedicar-se a sua produtiva carreira solo, o músico fez participações em diversos álbuns do Queens of the Stone Age, liderado por Josh Homme. Ele também já participou de vários álbuns de bandas como Mondo Generator, Masters of Reality, e de artistas como PJ Harvey e Melissa Auf der Maur e outros. Em 2005, o músico juntou-se a Isobel Campbell, ex-vocalista da banda Belle & Sebastian para um projeto e, em 2006, lançaram o álbum Ballad of the Broken Seas, elogiadíssimo pela imprensa especializada. Também em 2005, o músico se juntou a Greg Dulli (The Afghan Whigs) e formou o Gutter Twins. Encontrou-se com a banda The Twilight Singers. Escrevendo para o Yahoo!, Regis Tadeu publicou uma crítica positiva para o cantor em 2012: "O ex-vocalista do Screaming Trees tem uma carreira solo sensacional e (...) uma voz tão característica e soturna que qualquer canção que ele cante se torna um clássico instantâneo. (...)"
Lanegan morreu em 22 de fevereiro de 2022, aos 57 anos de idade, em Killarney.

## Discografia

### Solo
- The Winding Sheet (1990)
- Whiskey for the Holy Ghost (1994)
- Scraps at Midnight (1998)
- I'll Take Care of You (1999)
- Field Songs (2001)
- Here Comes That Weird Chill (EP/2003)
- Bubblegum (2004)
- Blues Funeral' (2012)
- Imitations (2013)
- Phantom Radio (2014)
- Gargoyle (2017)
- Straight Songs of Sorrow (2020)

### Screaming Trees
- Other Worlds (EP/1985)
- Clairvoyance (1986)
- Even If and Especially When (1987)
- Invisible Lantern (1988)
- Buzz Factory (1989)
- Change Has Come (EP/1990)
- Something About Today (EP/1990)
- Uncle Anesthesia (1991)
- Sweet Oblivion (1992)
- Dust (1996)

### Queens of the Stone Age
- Rated R (2000)- vocal em  "Auto Pilot","In the Fade" e "Tension Head"
- Songs for the Deaf (2002)
- Lullabies to Paralyze (2005)

### Isobel Campbell & Mark Lanegan
- Ramblin' Man (EP/2005)
- Ballad of the Broken Seas (2006)
- Sunday At Devil Dirt (2008)
- Hawk (2010)

### The Twilight Singers
- Blackberry Belle (2003)
- She Loves You (2004)
- A Stitch In Time [EP/2006)
- Powder Burns (2006)

### Colaborações
- Steve Fisk - 448 Deathless Days (1987)
- King Krab - Harmony In Defeat (1990)
- Beat Happening - Jamboree (1992)
- The Walkabouts - Satisfied Minds (1993)
- Mike Watt - Ball-Hog Or Tugboat (1995)
- Steve Fisk - Over And Thru The Night (1995)
- Twisted Willie - A Tribute To Willie Nelson (1996)
- Mad Season - Above (1995)
- More Oar - A Tribute To Skip Spence (1999)
- earthlings? - Human Beans (2000)
- Sing A Song For You - Tribute To Tim Buckley (2001)
- The Desert Sessions - Vol. 7 & 8 (2001)
- Give The People What We Want - Tribute To The Kinks (2001)
- Masters of Reality - Deep In The Hole (2001)
- Martina Topely Bird - Quixotic (2003)
- Masters of Reality - Flak 'N' Flight (2003)
- Mondo Generator - A Drug Problem That Never Existed (2003)
- Isobel Campbell - Time IS Just The Same (2003)
- Melissa Auf der Maur - Auf der Maur (2004)
- Burning Brides - Leave No Ashes (2004)
- Nick Oliveri - Demolition Day (2004)
- Sunday Nights - The Songs Of Junior Kimbrough (2005)
- Sandra Boynton - Dog Train (2005)
- Ten Commandos - Staring Down the Dust (2015)
- Odeon Hotel - Dead Combo (2018)